# Hejnał Sopotu

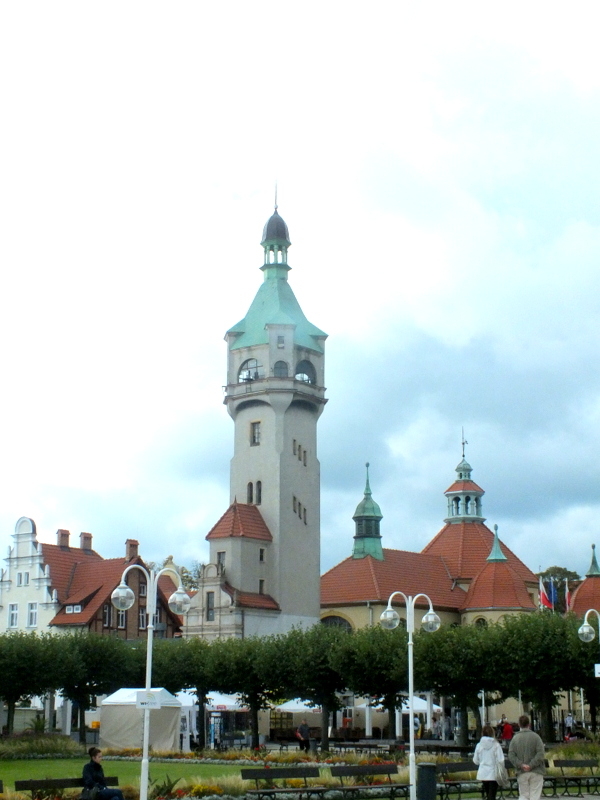
Latarnia Morska Sopot

Hejnał Sopotu – hejnał skomponowany przez Tadeusza Kassaka, odtwarzany codziennie o godzinie dwunastej z latarni morskiej z głośników zamontowanych na tej wieży, a także podczas oficjalnych uroczystości miejskich. Wybrany został w wyniku konkursu w związku z obchodami 700-lecia ujawnienia w kronikach nazwy Sopot w roku 1983. Natomiast jako hejnał grany jest codziennie od 2001 roku czyli od 100-lecia Sopotu.  